# Qualcuno salvi il Natale
Qualcuno salvi il Natale (The Christmas Chronicles) è un film del 2018 diretto da Clay Kaytis, con protagonista Kurt Russell nei panni di Babbo Natale.

## Trama
Teddy Pierce è un ragazzo che vive con la sorella Kate e la madre Claire e che, in seguito alla morte del padre, non crede più in Babbo Natale e nello spirito natalizio. La sera della Vigilia, Kate e Teddy restano a casa da soli. Kate, guardando una videocassetta di uno dei Natali di famiglia, vede spuntare fuori un braccio che sta mettendo qualcosa sotto l'albero di Natale. Immaginando che possa trattarsi proprio di Babbo Natale decide, insieme a Teddy, di riprendere con la videocamera il salotto dove si trova l'albero, per avere le prove della sua possibile esistenza. La stessa sera, dopo averlo visto e ripreso, decidono di seguirlo e, vedendo la slitta fuori dalla loro casa, decidono di salirci sopra per poterci fare un giro. Tuttavia, durante il volo, Kate fa sussultare Babbo Natale, che distrae le renne, provocando una brutta caduta. Mentre precipitano, Babbo Natale perde il sacco con i regali e il suo cappello magico. Ritrovatisi a Chicago, Babbo Natale dovrà, con l'aiuto dei due fratelli, ritrovare i regali e consegnarli entro l'alba per salvare il Natale, altrimenti non ci sarà più felicità nel mondo e questo provocherà un disastro. Babbo Natale e Teddy decidono così di rubare una macchina "già rubata" da qualcun altro in precedenza, mentre Kate va alla ricerca delle renne. Tuttavia, una volante della polizia inizia ad inseguirli, finché li ferma. Teddy riesce però a fuggire grazie all'aiuto di Kate che, nel frattempo ha ritrovato le otto renne, ma Babbo Natale viene arrestato dai due poliziotti. Viene così rinchiuso in cella, ma, scatenando l'allegria tra i detenuti grazie ad una canzone, riesce a dimostrare a tutti chi è veramente e viene liberato. Intanto Kate, attraversando il sacco dei regali, arriva al Polo Nord, dove informa gli elfi dell'accaduto e chiede loro aiuto. Teddy, catturato da una banda di ladri, cerca di convincere il capo a non bruciare il sacco con i regali, ma non ci riesce. La gang viene sconfitta dagli elfi, che escono dal sacco tutti insieme. Babbo Natale, gli elfi, Teddy e Kate riescono a consegnare i regali prima che arrivi l'alba e salvare così lo spirito del Natale. Teddy e Kate tornano dalla madre mentre Babbo Natale torna al Polo Nord.

## Produzione
Il progetto viene annunciato nel dicembre 2017, quando Kurt Russell, Judah Lewis e Darby Camp vengono scelti come protagonisti del film Netflix.
Le riprese del film sono iniziate nel gennaio 2018 a Toronto e sono proseguite poi a Chicago.

## Promozione
Il primo trailer del film viene diffuso il 10 ottobre 2018.

## Distribuzione
La pellicola è stata distribuita su Netflix a partire dal 22 novembre 2018.

## Accoglienza
Il film ha avuto 20 milioni di visualizzazioni su Netflix nella prima settimana di programmazione, risultando il ventesimo film più visto del 2020 sulla piattaforma.

### Critica
Sull'aggregatore Rotten Tomatoes il film riceve il 67% delle recensioni professionali positive con un voto medio di 5,96 su 10, basato su 58 critiche, mentre su Metacritic ottiene un punteggio di 52 su 100, basato su 10 recensioni.
il The Hollywood Reporter inserisce la pellicola tra la migliori trentasei pellicole natalizie di sempre.

## Sequel
Il sequel, sempre prodotto e distribuito da Netflix, è uscito nel 2020 e vede il ritorno nel cast di Kurt Russell, Goldie Hawn, Darby Camp, Kimberly Williams-Paisley e Judah Lewis, mentre i nuovi volti sono Julian Dennison e Jahzir Bruno; alla regia c'è Chris Columbus, che è anche co-sceneggiatore insieme a Matt Lieberman.